# Sjöbo-Knäppan
Sjöbo-Knäppan är ett naturreservat i närheten av Ekenäs i Motala.
Reservatet ligger vid Knäppaviken i Boren. Hela området är tidigare kulturmark och då främst betesmark. Torpet Sjöbo ligger kvar mitt i området än idag. De slingriga vandringsstigarna passerar den medeltida gården Torpas läge, med bevarad husgrund. Likaså passerar man en gammal fångstgrop. Strax norr om naturreservatet finns den så kallade Slaggbron över Motala ström. Den så kallade Gröna plan, som vetter mot Boren, har grillplats, brygga och toalett. 
Vid knäppankärret finns många orkidéer. Där finns även ett fågeltorn.
Sjöbo-Knäppans naturreservat förvaltas av Motala kommun.

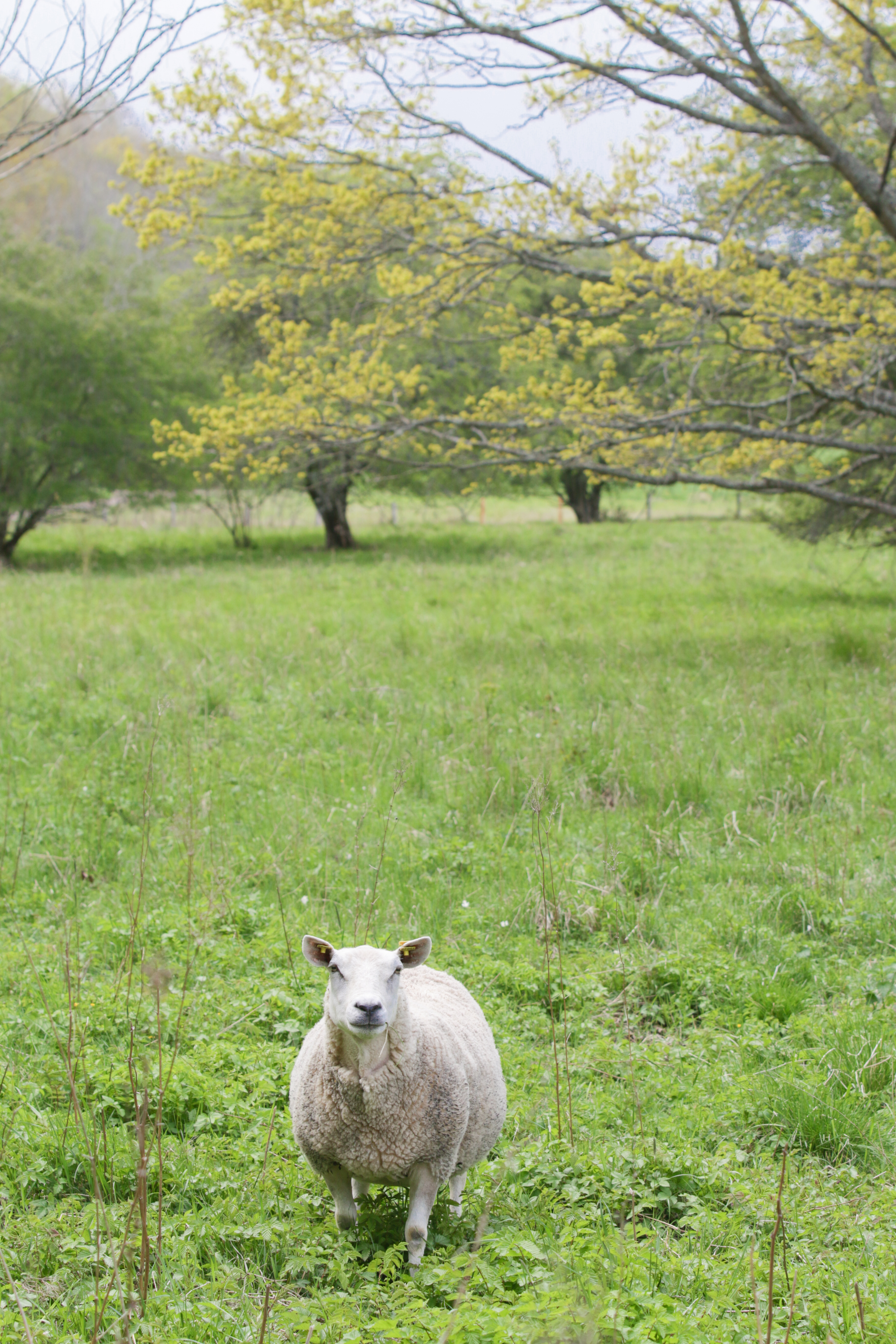
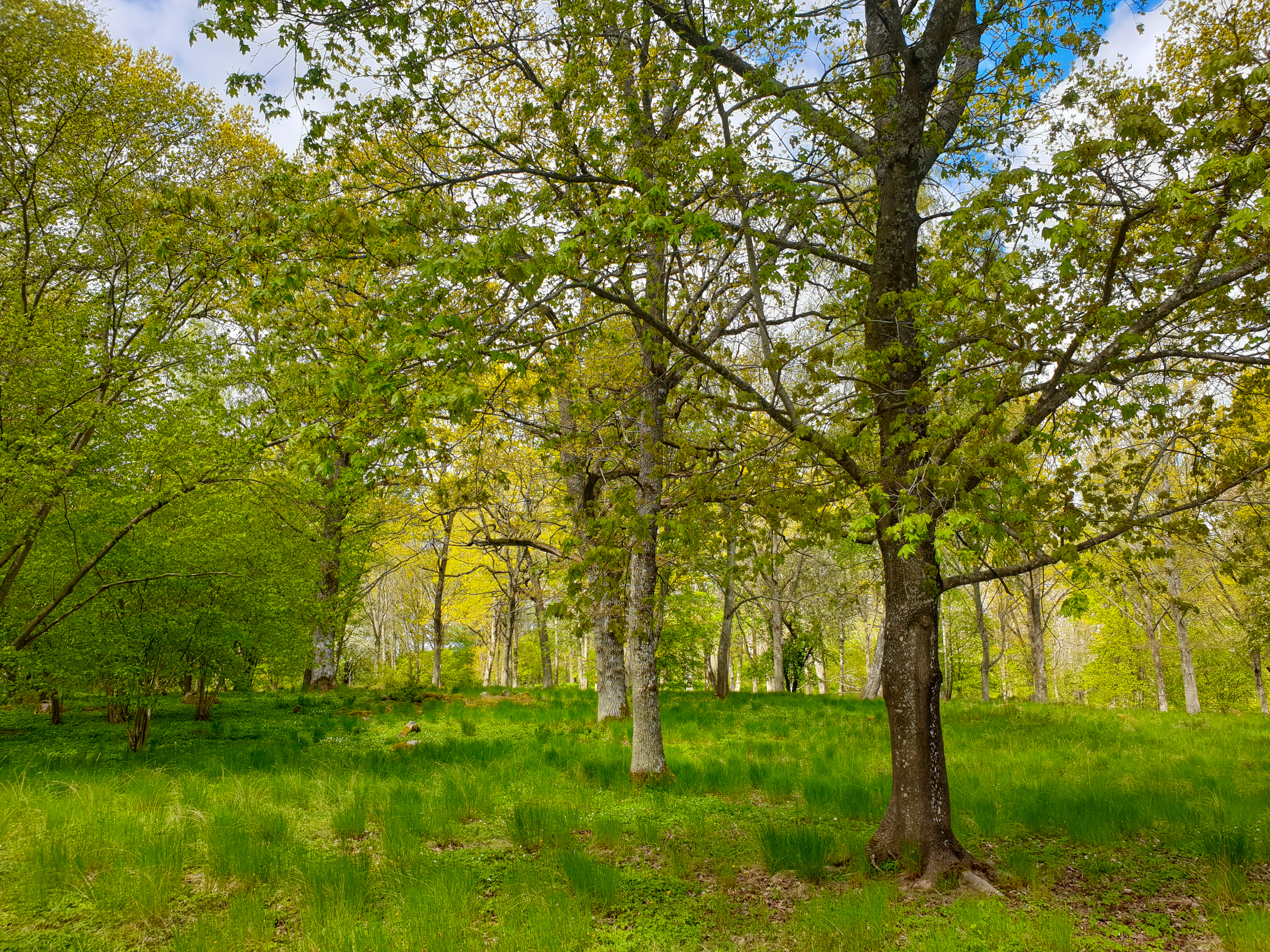
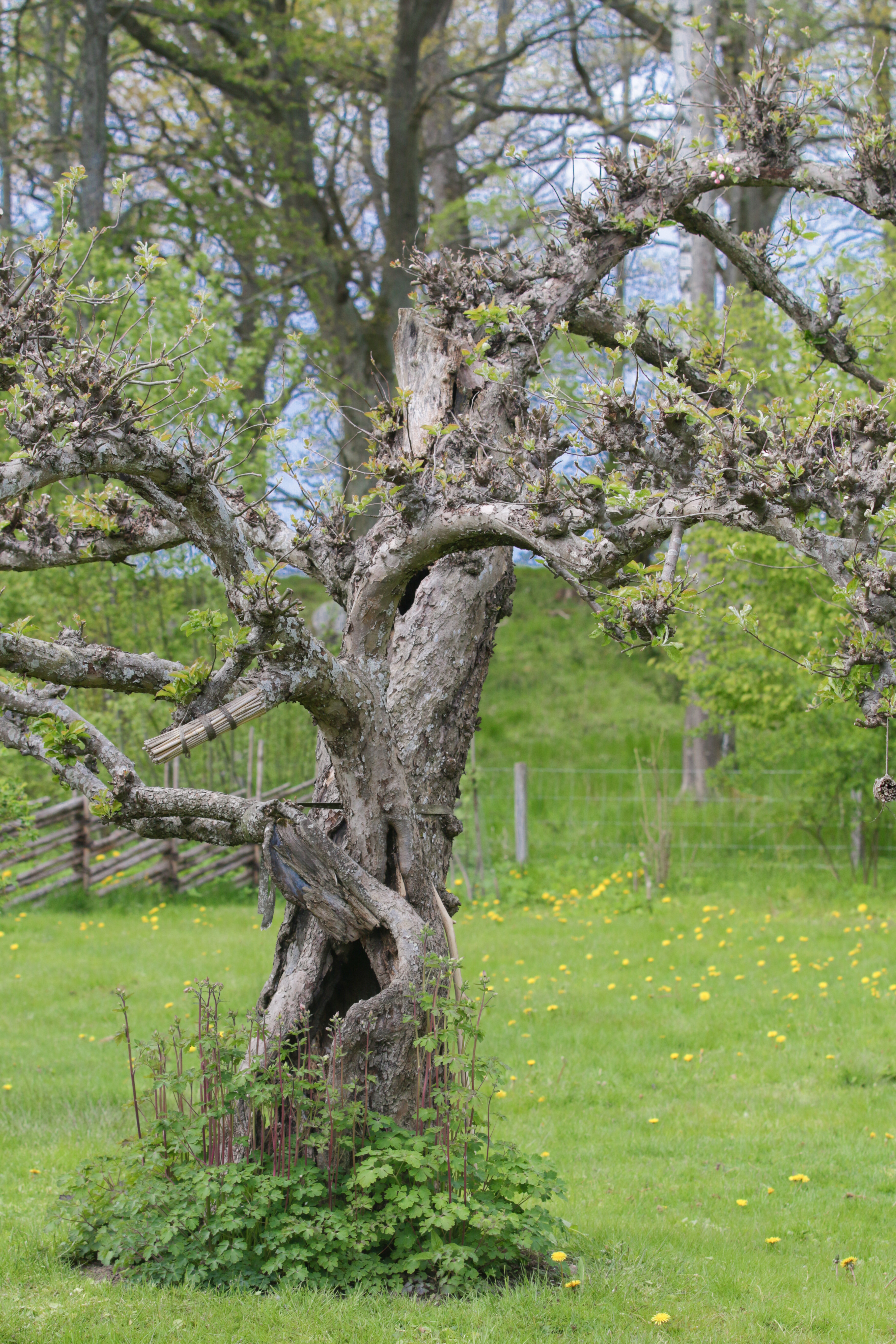